# Naval Strike Missile
Naval Strike Missile (NSM) je protubrodski i kopneni projektil, kojega je razvila norveška tvrtka Kongsberg Defense & Aerospace (KDA).
Izvorno norveško ime bilo je Nytt sjømålsmissil (doslovno Nova raketa za morske mete, što ukazuje da je nasljednik rakete Penguin). Engleski marketinški naziv Naval Strike Missile usvojen je kasnije. Prema izvješću Kongsberga do 2022., NSM/JSM su odabrali Norveška, Poljska, Malezija, Njemačka, Sjedinjene Američke Države (kao RGM-184), Japan, Rumunjska, Kanada, Australija i Španjolska.

## Dizajn i karakteristike
Vrhunski dizajn i upotreba kompozitnih materijala namijenjeni su da projektili dobiju sofisticirane sposobnosti prikrivanja. Projektil teži nešto više od 400 kg i ima domet veći od 185 km. NSM je dizajniran za scenarije ratovanja u priobalnim vodama (tzv. "smeđa voda") i za otvoreno more (tzv. "zelena i plava voda"). Korištenje eksplozivne/fragmentacijske bojne glave visoke čvrstoće od legure titanija iz TDW-a u skladu je s modernim laganim dizajnom. Bojevu glavu pokreće programibilni inteligentni višenamjenski upaljač koji detektira prazninu i dizajniran je za optimiziranje učinka protiv tvrdih ciljeva.
Kao i njegov prethodnik Penguin, NSM je u stanju letjeti iznad i oko kopna, putovati u morskom režimu, a zatim izvoditi nasumične manevre u terminalnoj fazi, što otežava zaustavljanje neprijateljskim protumjerama. Godine 2016. Kraljevska norveška mornarica je potvrdila da NSM također može napadati kopnene ciljeve.
Tehnologija odabira meta daje NSM-u sposobnost neovisne detekcije, prepoznavanja i diskriminacije ciljeva na moru ili obali. To je moguće kombinacijom infracrvenog (IIR) tražila i baze podataka o ciljevima na brodu. NSM može navigirati pomoću GPS-a, inercijalnog i referentnog sustava terena.
Nakon što je lansiran u zrak raketnim pojačivačem na čvrsto gorivo koji se odbacuje nakon što izgori, projektil se gura do svoje mete velikom podzvučnom brzinom pomoću turbomlaznog motora, nakon toga višenamjenska eksplozivna/fragmentacijska bojna glava 125 kg obavlja svoj posao, što u slučaju cilja broda znači udar u brod na ili blizu vodene linije.
Obalna baterija NSM sastoji se od tri lansirne rakete, jednoga baterijskog zapovjednog vozila, tri borbeno zapovjedna vozila, jednoga mobilnog komunikacijskog centra, jednoga mobilnog radarskog vozila s radarom TRS-15C, jednoga transportno-utovarnog vozila i jednoga pokretnog radioničkog vozila. Svaki MLV nosi 4 projektila i može se spojiti na CCV optičkim vlaknom ili radiom na udaljenosti do 10 km; do 6 lansera s 24 projektila mogu se povezati odjednom. Kada se instaliraju na brodove, NSM-ovi se mogu ugraditi na palubu u paketima od jednog, dva, tri, četiri ili šest lansera. Ukupna težina instalacije, uključujući elektroniku i kablove, je 3 900 kg za 4 lansera, 7 700 kg za 8 lansera i 12 000 kg za 12 lansera.

## Operatori
Norveška
- Kraljevska norveška mornarica[5]
  - Skjold -  korveta
  - Fridtjof Nansen - fregata

Poljska
- Poljska mornarica
  - Obalna raketna eskadrila[6][7]

SAD
- Američka mornarica[8]
  - Freedomslobode - obalni borbeni brod
  - Independence -obalni borbeni brod
  - Constellation - fregata[9]
- Korpus marinaca SAD-a[10]

## Joint Strike Missile
U razvoju je višenamjenska verzija NSM-a koja se lansira iz zraka. Ova raketa nazvana je Joint Strike Missile (JSM) i imat će opciju za udar sa zemlje i dvosmjernu komunikacijsku liniju, tako da projektil može komunicirati sa središnjom kontrolnom sobom ili drugim projektilima u zraku. Ova će raketa biti integrirana s Lockheed Martinovim višenamjenskim lovcem F-35 Lightning II. Studije su pokazale da bi F-35 mogao nositi dvije takve rakete u svojim unutarnjim prostorima, dok bi se četiri dodatne rakete mogle nositi izvana.
Poboljšane značajke za Joint Strike Missile uključuju:
- Veća bojeva glava.[11]
- Oblik je promijenjen kako bi odgovarao unutarnjem ležištu F-35.[12]
- Sposobnost napada na morske i kopnene ciljeve
- Platforma za lansiranje iz zraka (F-35).
- Poboljšan domet u odnosu na NSM, procjene uključuju 280 km,[12] do oko 100 nautičkih milja u režimu leta "nisko-nisko-nisko" ili oko 300 nautičkih milja (560 km) u režimu leta visoko-nisko-nisko.[4]
- Početak proizvodnje 2023

### Verzije
Kongsberg je proučavao metode postavljanja JSM-a s norveških podmornica, i otkrio je da je oblikovanje projektila tako da stane u ograničeni prostor za bombe F-35 također omogućilo da stane u Mark 41 vertikalni lansirni sustav. VL-JSM bi se također mogao natjecati s Lockheed LRASM-om za program nabavke protubrodskoga projektila koji se lansira s broda OASuW Increment 2 Američke ratne mornarice.